# Publio Ampelio
Publio Ampelio (latino: Publius Ampelius; fl. 357-371) è stato un politico romano.

## Biografia
Pagano e nativo di Antiochia, fu legato in qualche modo alla Cappadocia, o essendo praeses Cappadociae o avendo dei possedimenti terrieri nella regione. Ebbe un figlio, che ereditò la casa che Ampelio acquistò (366 circa) a Roma, sub clivo Salutis, da Postumio, figlio di Porfiria. Sidonio Apollinare lo definisce poeta celebre.
Nel 357 era nella sua città natale; nel 358 circa fu magister officiorum, poi due volte governatore provinciale: proconsole d'Acaia nel 359/360 e proconsole d'Africa nel 364. Tra il 371 e il 372 fu praefectus urbi di Roma; in questa funzione presiedette al processo di Giulio Festo Imezio, ricevette l'ordine di arrestare i sostenitori del vescovo Ursino se fossero entrati a Roma e impose regolamenti severi per i ristoranti e i bar; malgrado ciò ottenne il sostegno della gente.